# Талмуд-тора (Симферополь)
Талмуд-тора — еврейское общественное училище, находящееся в Старом городе Симферополя по адресу ул. Студенческая, 13 / ул. Курчатова, 29. Сейчас в здании располагается факультет физической культуры Таврического национального университета имени В. И. Вернадского.

## Архитектура
Двухэтажное здание украшено куполом с флюгером. Арочные окна декорированы мозаичными украшениями из гальки.

## История

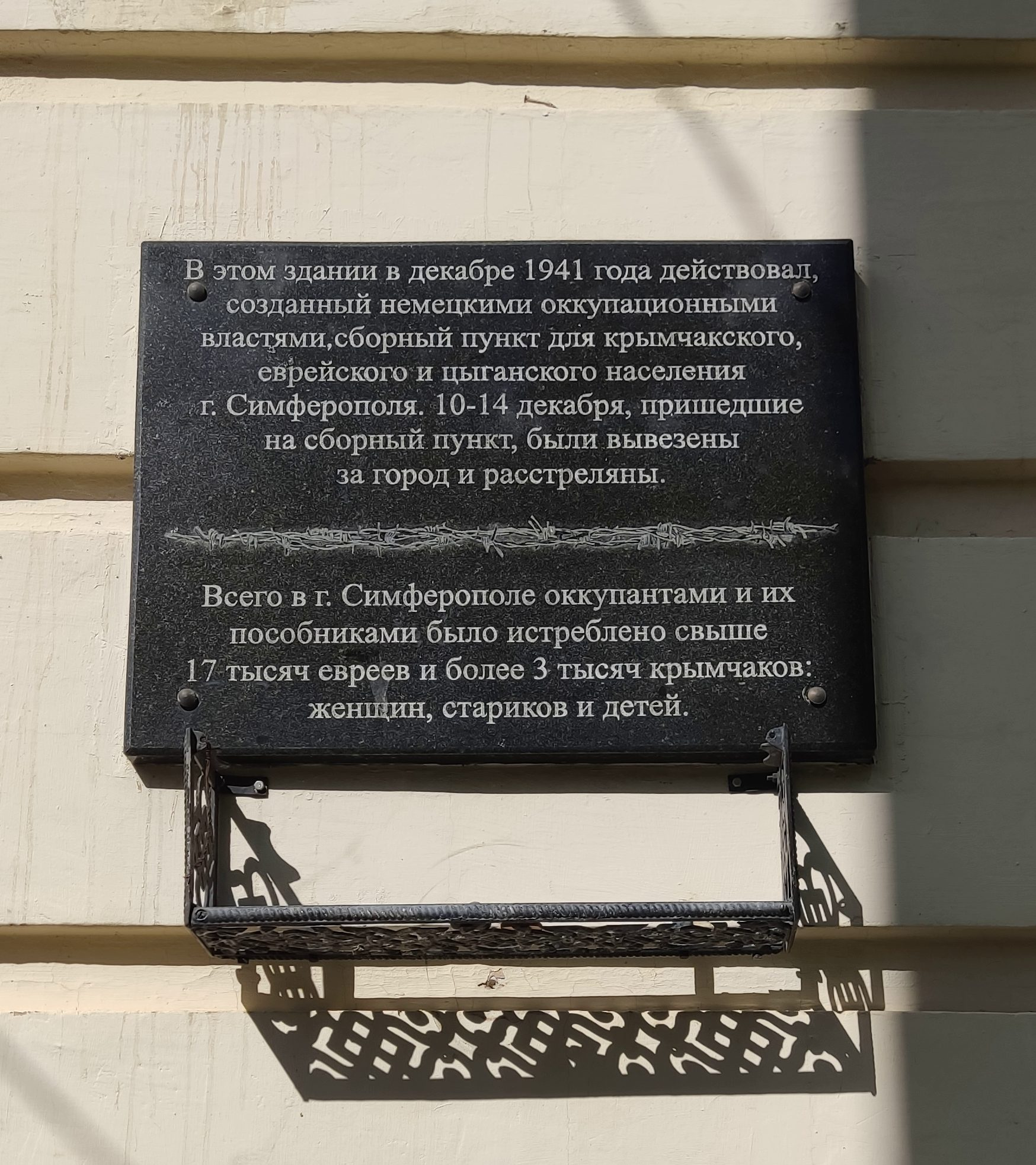
Памятная табличка

В 1910 году были объединены две талмуд-торы Симферополя, где учились дети ашкеназов и крымчаков. Новое здание духовной школы для мальчиков было построено за два года с 1913 по 1915 год на пожертвования частных лиц. Архитектор — инженер Рыков.
С октября 1918 года по сентябрь 1920 года в здании работал первый ректор Таврического университета Роман Гельвиг.
В 1938 году здание было передано Крымскому педагогическому институту имени М. В. Фрунзе (сейчас — Таврический национальный университет).
Во время оккупации Крыма нацистами во дворе здания располагался сборный пункт евреев, крымчаков и цыган, откуда их увозили на казнь. В память об этом событии в 2009 году на здании было установлена памятная доска.
После аннексии Крыма Россией неоднократно поднимался вопрос возвращения здания Талмуд-торы, использующегося факультетом физической культуры ТНУ, еврейской общине Крыма.
Указом Министерства культуры Украины от 24 сентября 2008 года здание получило статус памятника архитектуры и градостроительства и было включено в список памятников культурного наследия Украины местного значения. Постановлением Совета министров Республики Крым от 20 декабря 2016 года № 627 здание включено в перечень объектов культурного наследия регионального значения под № 414.